# Martha Grönvall
Brita Martha Fredrique Grönvall, född 16 september 1888 i Lund, död 18 december 1978 i Örebro, var en svensk lärare och skolledare.
Grönwall var dotter till stadskomministern Olaus Peter Segerberg och Ebba Rosina Grönvall. Hon utexaminerades 1910 från Högre lärarinneseminariet i Stockholm. Hon var därefter lärare 1910–1912 i Visby högre flickskola, 1912–1915 i Malmö högre allmänna läroverk för flickor, 1915–1924 i Lunds fullständiga läroverk för flickor (Lindebergska skolan) i Lund och 1924–1927 vid Ateneum för flickor i Stockholm. 1925 utexaminerades hon dessutom från HLS:s fjärde avdelning.
Grönwall var 1927–1932 föreståndare för Risbergska skolan, en privatägd flickskola i Örebro, och 1932–1954 rektor för dess fortsättning under namnet kommunala flickskolan i Örebro.
Grönwall var ledamot av 1936 års lärarutbildningssakkunniga och av 1938 års flickskolesakkunniga (statliga utredningar) för flickskolans reformering. Hon tog livlig del i Örebros kommunala liv, bland annat som stadsfullmäktig 1937–1939 och som kyrkofullmäktig. Hon var ordförande i Fredrika Bremer-förbundets Örebroavdelning 1928–1939 och hon tillhörde centralstyrelsen för flick- och samskoleföreningen. År 1932 publicerade hon "Risbergska skolan 1863–1932". Hon gjorde resor i Tyskland, Frankrike, Belgien och Holland. Martha Grönvall var ledamot av Vasaorden. Hon var ogift.